# تاردو پده این ماجیام ورسوس
تاردو پده این ماجیام ورسوس (به لاتین: Tardo Pede In Magiam Versus) دومین آلبوم گروه پراگرسیو راک ایتالیایی جاکولا است. این آلبوم با نخستین آلبوم گروه این کائودا سمپر استات وننوم تفاوت‌های بسیاری دارد. از جمله می‌شود به خوانندگی دوریس نورتون در این آهنگ، حضور آلبرت گودمن به عنوان درامر جدید و دیستروشن کم‌تر در صدای گیتار اشاره کرد. آنتونیو بارتوچتی، رهبر گروه، دلیل این تغییرات را این‌گونه توضیح می‌دهد: "ما نمی‌خواستیم یک آلبوم را دو بار تولید کینم، چنان که موسیقی بسیاری از گروه‌های راک همیشه تکراری است". با این وجود این آلبوم بسیار تاریک‌تر از معمول سبک پراگرسیو راک ایتالیایی است. بعد از این آلبوم گروه نام خود را به «آنتونیوس رکس» تغییر داد.

## آهنگ‌ها
1. یو. اف. دی. ای. ام. (۹:۰۲)
2. پرزنتیا دومینی (۱۰:۵۸)
3. جکولا والزر (۶:۲۱)
4. بخشودگی(۵٫۰۰)
5. شب تاریک سیاه جادویی (۶:۲۱)
6. در قلعه قدیمی (۹:۳۶)

## دست‌اندرکاران
- آنتونیو بارتوچتی - گیتار، باس، خوانندگی
- دوریس نورتون - خواننده اصلی، سینث‌سایزر
- آلبرت گودمن - درامز
- چارلز تیرینگ - ارگان کلیسایی، پیانو